# Naglavica
Naglavica (lat. Cephalanthera), rod orhideja iz potporodice Epidendroideae, smješten u tribus Neottieae. Blizu 20 priznatih vrsta (uključujući hibridne) raste po Euroaziji i sjeverozapadu Sjeverne Amerike i sjeverozapadu Afrike.
Tri vrste rastu i u Hrvatskoj, bijela, crvena i dugolisna naglavica.

## Opis
Cephalanthera vrste su uglavnom kopnene orhideje s rizomima. Biljke imaju velike bijele ili jarko ružičaste cvjetove koji nemaju peteljke i drže se uspravno. “Fantomska orhideja” (C. austiniae), jedina vrsta porijeklom iz zapadne hemisfere, u potpunosti se oslanja na mikorizne gljive za prehranu. Najčešća britanska vrsta je C. damasonium. Ima mnogo dugih debelih korijena. Latice su postavljene blizu jedna drugoj, što cvijetu daje zatvoren izgled. Ona se samooprašuje i stoga ne zahtijeva djelovanje kukaca kao većina drugih njenih srodnica.

## Vrste
1. Cephalanthera austiniae (A.Gray) A.Heller
2. Cephalanthera calcarata S.C.Chen & K.Y.Lang
3. Cephalanthera caucasica Kraenzl.
4. Cephalanthera cucullata Boiss. & Heldr.
5. Cephalanthera damasonium (Mill.) Druce, bijela naglavica
6. Cephalanthera epipactoides Fisch. & C.A.Mey.
7. Cephalanthera erecta (Thunb.) Blume
8. Cephalanthera ericiflora Szlach. & Mytnik
9. Cephalanthera exigua Seidenf.
10. Cephalanthera falcata (Thunb.) Blume
11. Cephalanthera gracilis S.C.Chen & G.H.Zhu
12. Cephalanthera humilis X.H.Jin
13. Cephalanthera kotschyana Renz & Taubenheim
14. Cephalanthera kurdica Bornm. ex Kraenzl.
15. Cephalanthera longibracteata Blume
16. Cephalanthera longifolia (L.) Fritsch, dugolisna naglavica
17. Cephalanthera × mayeri (E.Mayer & Zimmerm.) A.Camus
18. Cephalanthera nanchuanica (S.C.Chen) X.H.Jin & X.G.Xiang
19. Cephalanthera × otto-hechtii G.Keller
20. Cephalanthera pusilla (Hook.f.) Seidenf.
21. Cephalanthera × renzii B.Baumann, H.Baumann, R.Lorenz & Ruedi Peter
22. Cephalanthera rubra (L.) Rich., crvena naglavica
23. Cephalanthera × schaberi H.Baumann
24. Cephalanthera × schulzei E.G.Camus
25. Cephalanthera × taubenheimii H.Baumann